# 草津市立草津小学校
草津市立草津小学校（くさつしりつ くさつしょうがっこう）は、滋賀県草津市草津3丁目にある市立小学校。

## 概要
市立学校有数の歴史を誇り、1873年（明治6年）に島田重右衛門氏の建物（旧草津駅脇本陣）を借り受けて句読・習字を始めたのが草津小学校の始まりとされる。1973年（昭和48年）の草津市立草津第二小学校開校により、草津駅周辺は校区から外れたが、市役所に隣接する市の中心部に位置し、周囲には寺や草津宿本陣など歴史的建造物が多くみられる。

## 沿革
- 1873年（明治6年）9月12日 - 知新学校（矢倉・草津・大路井・小柿各村の連合区による学校）が開校する。
- 1874年（明治7年）4月 - 矢倉村を分離して有章学校を開校する。
- 1877年（明治10年）8月 - 知新学校・有章学校を現在地に新築・移転・統合し、知新学校とする。
- 1880年（明治13年）7月 - 普通科・高等科を設置する。
- 1882年（明治15年）12月 - 太政官令により、等科を初等科（3年）・中等科（3年）・高等科（2年）の3つに分ける。
- 1886年（明治19年）11月 - 小学校令改正により尋常科・高等科を設置し、知新学校と高等科草津小学校、尋常科草津小学校に改称する。簡易科教育を目川・玉川両小学校に設置する。
- 1888年（明治21年）4月 - 高等科を高等科栗太小学校に改称する。
- 1890年（明治23年）3月 - 簡易科教育を廃止し、尋常科草津小学校へ統合する。
- 1891年（明治24年）4月 - 町制施行のため、草津町立へ変更。
- 1902年（明治35年）4月 - 尋常科に高等科を併置し、栗太郡草津尋常高等小学校に改称する。これに併せて、学校組合の解除を行う。
- 1911年（明治44年）4月 - 女子補修教育として、裁縫専修学校を設置する。
- 1920年（大正9年）1月 - 校旗を制定する。
- 1922年（大正11年）3月 - 実業補習女学校を廃止し、実科高等女学校を設置する。
- 1925年（大正14年）2月 - 実科高等女学校を移転分離。
- 1926年（大正15年）6月 - 実業補習学校ならびに青年訓練所を併置する。
- 1928年（昭和3年）8月 - 当校の現所在地に平屋建て校舎2棟が竣工する。
- 1929年（昭和4年）5月 - 2階建ての旧校舎から前述の新校舎に移転する。
- 1934年（昭和9年）12月 - 校舎の移転増築を行う。同月、講堂が竣工する。
- 1935年（昭和10年）7月 - 実業補修学校と青年訓練校を青年学校に組織改正する。
- 1940年（昭和15年）4月 - 第5校舎（衛生室、家庭寮、青年寮）が竣工する。
- 1941年（昭和16年）4月 - 国民学校令公布により、栗太郡草津国民学校に改称する。
- 1947年（昭和22年）
  - 4月 - 学制改革により、草津町立草津小学校に改称する。
  - 7月 - 草津小学校PTAを結成。同月、平屋建て校舎一棟が竣工する。
- 1948年（昭和23年）3月 - ミルク給食を開始する。
- 1953年（昭和28年）6月 - 十字池が完成する。
- 1954年（昭和29年）10月 - 合併に伴う市制施行により、草津市立草津小学校に改称する。
- 1955年（昭和30年）6月 - 本館（鉄筋コンクリート構造、半2階建て）が第5校舎北に竣工する。
- 1958年（昭和33年）2月 - 完全給食を開始する。
- 1959年（昭和34年）7月 - プールが竣工する。
- 1964年（昭和39年）9月 - 屋外遊戯場とすもう場（土俵）が完成する。
- 1969年（昭和44年）4月 - 標準服を採用する。
- 1973年（昭和48年）4月 - 当校から草津市立草津第二小学校が分離・開校する。
- 1975年（昭和50年）6月 - D51型蒸気機関車の主輪を交通公園に設置する。
- 1978年（昭和53年）
  - 4月 - 当校から草津市立矢倉小学校が分離・開校する。同月より米飯給食を開始する。
  - 8月 - 体育館工事着工のため、第4・6校舎および交通公園の諸施設を撤去する。
- 1979年（昭和54年）3月 - 体育館が竣工する。体育館緞帳およびピアノ等の披露式典を行う。これに併せて、講堂を撤去する。
- 1986年（昭和61年）
  - 3月 - グラウンドに夜間照明を設置。同月、卒業生より児童会旗が寄贈される。
  - 5月 - 第5校舎を解体。同年8月、跡地にスクール農園が完成する。
  - 11月 - 県学生科学賞県学校賞を受賞する。
- 1987年（昭和62年）11月 - 県学生科学賞県学校賞を受賞する。
- 1988年（昭和63年）6月 - プール改築を実施。翌月に竣工した、新プールには「仲よしプール」という愛称が付いた。
- 1989年（平成元年）3月 - 滋賀県教育委員会教育研究で奨励賞を受賞する。
- 1990年（平成2年）8月 - 琵琶湖遠泳を開催する（会場：牧水泳場）。
- 1992年（平成4年）
  - 7月 - 県指定による第1回遠泳大会を開催する（会場：宮ヶ浜水泳場）。
  - 11月 - 自然教室の指定を受け、若狭少年自然の家で自然教室を開校する。
- 1994年（平成6年）
  - 3月 - 視聴覚室をコンピュータ室に改修し、コンピュータを21台導入。図書室とコンピュータ室にエアコンを設置する。
  - 10月 - 県健康推進学校奨励賞を受賞する。
- 1996年（平成8年）4月 - 校長室と職員室にエアコンを設置する。
- 1998年（平成10年）4月 - 草津市推進事業、地域協働合校がスタートする。
- 1999年（平成11年）11月 - 県歯科保健優良校努力校で小規模校大規模校の部を受賞する。
- 2000年（平成12年）10月 - 県歯科保健優良校努力校で小規模校大規模校の部を受賞する。
- 2001年（平成13年）
  - 4月 - 社会人活用による英語活動を開始する。
  - 6月 - 保健室にエアコンを設置する。
- 2004年（平成16年）4月 - 本館校舎の耐力度および西校舎・南校舎の耐震調査を行う。
- 2005年（平成17年）
  - 4月 - 校内東側の空き地に水田を設置する。これは、「稲作5年計画」を兼ねたものである。
  - 6月 - 草津市の熱中症対策として校内に指標計を設置し、それを稼働する。
  - 9月 - 本館校舎の改築基本設計を開始する。
  - 11月 - 新校舎建設用地の地質調査を開始する。
- 2006年（平成18年）
  - 8月 - 西校舎・南校舎の耐震補強工事が完成する。
  - 9月 - 防犯対策として電気錠を設置する。
- 2007年（平成19年）6月 - 本館校舎改築工事を開始する。
- 2008年（平成20年）
  - 2月 - 同月16日に本館校舎のお別れ会を開催。後日、本館校舎解体工事を開始する。
  - 6月 - 本館改築工事（管理棟・教室棟）が完成する。
- 7月5日 - 本館校舎完成記念竣工式が開かれる。
- 2009年（平成21年）
  - 1月 - 本館改築工事の完成を記念し、記念植樹が行われる。この植樹には、同窓会からしだれ桜5本が寄贈された。
  - 6月 - 十字池をビオトープ化をする。これに併せて、水生植物と太陽電池式噴水の設置が行われた。
- 2010年（平成22年）3月 - 草津川桜植樹100年記念植樹を開催。本校はソメイヨシノ3本を植樹した。
- 2011年（平成23年）
  - 2月 - 日本漢字能力検定を実施する。その後、同検定において優秀な成績を認められ、公益財団法人日本漢字能力検定協会から「奨励賞」を複数回受賞している。
  - 3月 - 西校舎・南校舎の屋上断熱化工事が完成する。
- 2012年（平成24年）4月 - 肢体不自由学級に対応するため、校舎内のバリアフリー化を進める。
- 2013年（平成25年）12月 - 台風30号の被害を受けたフィリピンに対する支援事業、「サンタプロジェクト」に参加する。
- 2014年（平成26年）6月 - 学習用タブレットパソコンを導入し、授業の改善を進める。
- 2017年（平成29年）2月 - 草津市プログラミングコンテストで「最優秀賞」を受賞する。
- 2018年（平成30年）11月 - 学校情報化先進校の表彰を受ける。全国からICT活用先進校として多くの視察を受ける。

（出典〈一部を除く〉：）

## 基礎データ

### スローガン
- 教育目標 - 確かな学力を身につけた心豊かでたくましい子どもの育成[2]

## 校区
- 草津市
  - 草津1 - 4丁目・東草津1 - 4丁目と西草津1・2丁目の全域、草津町・木川町と西矢倉2丁目の一部（木川町は湖都町のみ、西矢倉2丁目は草津川北岸のみ） [3]

## 主な進学先
- 草津市立草津中学校[3]

## アクセス
- JR琵琶湖線（東海道本線）・JR草津線 草津駅下車
  - 同駅より帝産湖南交通「草津市役所」停留所下車、徒歩約1分[4][5]。「草津中学校前」停留所下車、徒歩約3分[4]。
  - 同駅より近江鉄道バス「市役所前」停留所下車、徒歩約1分[注 1][4][5]。「中学校前」停留所下車、徒歩約3分[4]。
  - 同駅よりまめバス「草津市役所」停留所下車、徒歩約1分[4]。「草津農協」停留所下車、徒歩約2分[4][5]。
  - 同駅より徒歩約15分[5]。

## 周辺
- 草津市立草津中学校
- 草津市役所
- 国道1号